# Stratis Myrivilis

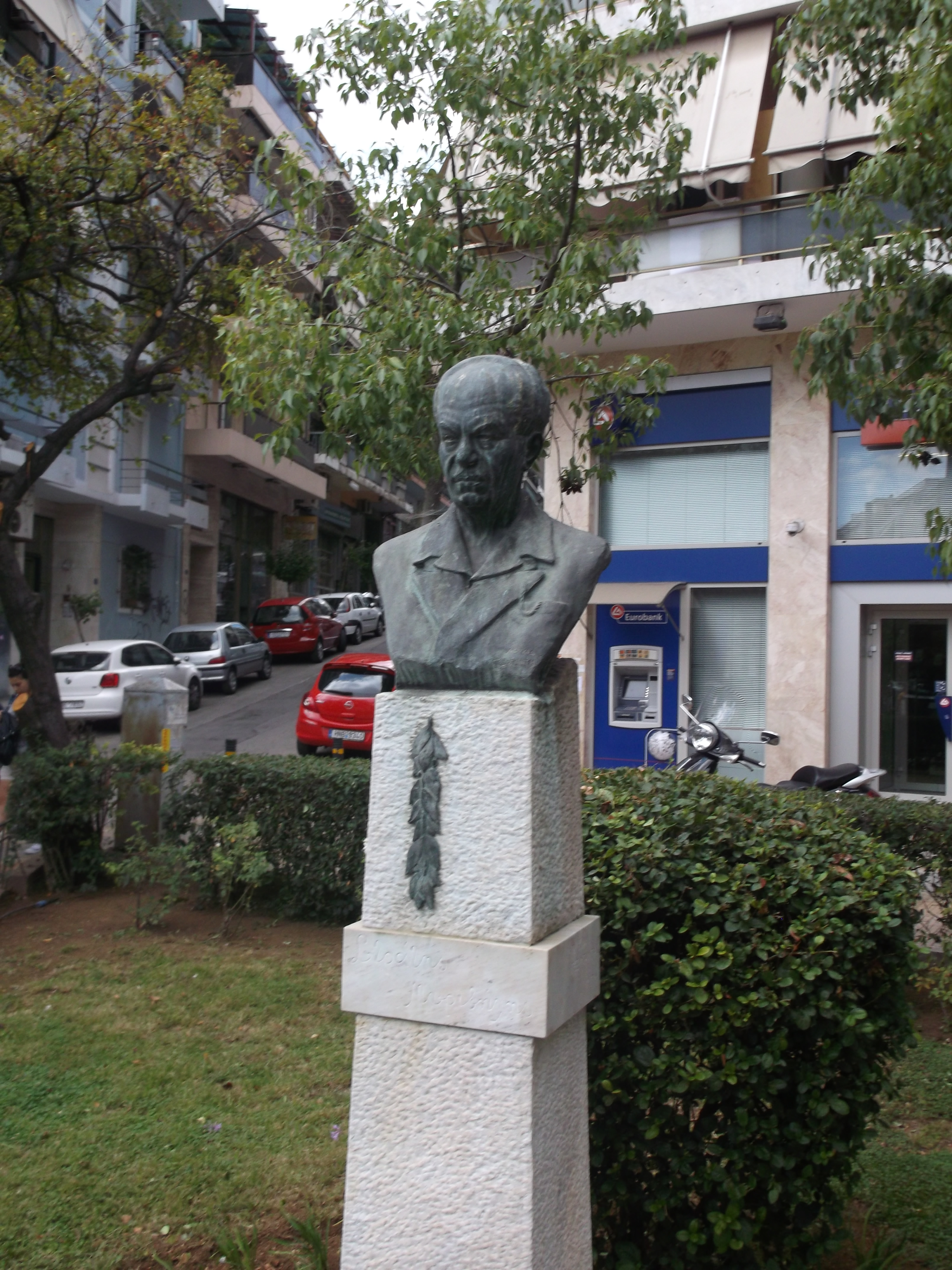
Stratis Myrivilis

Stratis Myrivilis (griechisch Στράτης Μυριβήλης, Pseudonym für Ευστράτιος Σταματόπουλος Efstratios Stamatopoulos; * 30. Juni 1890 in Sykaminea auf der Insel Lesbos, damals Osmanisches Reich; † 19. Juli 1969 in Athen) war ein griechischer Schriftsteller.

## Leben
Efstratios Stamatopulos wurde auf der damals noch zum Osmanischen Reich gehörenden ägäischen Insel Lesbos in dem kleinen Dorf Sykaminea geboren. Er besuchte in der Inselhauptstadt Mytilini das Gymnasium. 1912 begann er in Athen ein philosophisches und juristisches Studium. Als im selben Jahr der Balkankrieg begann, meldete sich der junge Mann freiwillig für den Kriegsdienst und war zehn Jahre lang Soldat, zunächst am Balkan in Makedonien und Thrakien und dann auch in Kleinasien bis zur Niederlage Griechenlands. Die Kriegserlebnisse prägten sein weiteres Leben entscheidend, so dass er als überzeugter Pazifist nach Lesbos zurückkehrte. Hier war er als Journalist und Schriftsteller tätig. Seit 1930 lebte er in Athen, wo er 1936–1951 Programmdirektor des griechischen Rundfunks war.
Myrivilis war Mitglied der Akademie von Athen und nach dem Krieg Präsident der griechischen Schriftstellervereinigung. 1960 wurde er für den Literaturnobelpreis vorgeschlagen. Stratis Myrivilis starb 1969 in Athen. Seiner Heimat blieb er aber sein Leben lang verbunden; das zeigt nicht zuletzt sein Pseudonym, das durch den Berg Myrivili (βουνό Μυριβήλη) inspiriert wurde, an dessen Fuß Sykaminea liegt.
Seine Enkeltochter ist die Wissenschaftlerin und erste Hitzebeauftragte Athens Eleni Myrivili.

## Werke
Stratis Myrivilis war einer der bedeutendsten griechischen Prosaautoren im 20. Jahrhundert. Neben seiner umfangreichen journalistischen Tätigkeit veröffentlichte er bereits während des Krieges 1914 erste Erzählungen. Nach seiner Rückkehr brachte er den Roman Das Leben im Grabe heraus, in dem er seine Erlebnisse aus der Kriegszeit verarbeitete. Dieses erste Werk machte Myrivilis zum wohl bedeutendsten Autor der Gruppe der sogenannten "Generation von 1930". 1933 erschien dann der erste eigentliche Roman Die Lehrerin mit den Goldaugen. Es folgten diverse Erzählbände, die der Autor alle nach einer bestimmten Farbe benannte. Sein letztes und wohl auch reifstes Werk ist der Roman Die Madonna mit dem Fischleib aus dem Jahre 1949.
Myrivilis entwickelte die griechische Volkssprache Dimotiki weiter, indem er mit ihr große Ausdruckskraft und lyrische Bewegung auszudrücken vermochte. Sein Vorbild war der Volksschriftsteller Alexandros Papadiamantis. Myrivilis schrieb einerseits stark autobiographisch zum Thema des Krieges, andererseits über die einfachen Bauern und Fischer seiner Heimat Lesbos, die er meisterhaft zu schildern vermochte. Großartige Naturschilderungen atmen eine Synthese von griechischem Heidentum und Christentum.
Ein wesentlicher Teil seiner Werke wurde auch ins Deutsche übersetzt.
- Κόκκινες ιστορίες ‚Rote Geschichten‘, Erzählungen 1915
- Η ζωή εν τάφω Das Leben im Grabe, Roman 1924 (dt. 1986 ISBN 978-3-923728-11-4)
- Η δασκάλα με τα χρυσά μάτια Die Lehrerin mit den Goldaugen, Roman 1933 (dt. 1998 ISBN 978-3-929889-25-3)
- ο πράσινο βιβλίο Das grüne Buch, Erzählungen 1935
- Το γαλάζιο βιβλίο Das blaue Buch, Erzählungen 1939
- Ο Βασίλης ο Αρβανίτης assilis Arvanitis, Erzählung 1943 (dt. 1976)
- Η Παναγιά η Γοργόνα Die Madonna mit dem Fischleib, Roman 1949 (Aus dem Neugriechischen übersetzt von Helmut von den Steinen. Manesse Verlag, Zürich 1955 (Manesse Bibliothek der Weltliteratur), ISBN 3-7175-1304-4 (Gewebe) bzw. ISBN 3-7175-1305-2 (Leder); überarbeitete Übersetzung von Isabella Schwaderer, 2001, ISBN 3-7175-1982-4 (Gewebe) bzw. ISBN 3-7175-1983-2 (Leder) )
- Το κόκκινο βιβλίο Das rote Buch, Erzählungen 1952
- Το βυσινί βιβλίο Das weinrote Buch, Erzählungen 1959